# 石山城・今堅田城の戦い
石山城・今堅田城の戦い（いしやまじょう・いまかたたじょうのたたかい）は、元亀4年（1573年）2月に織田信長と室町幕府の将軍・足利義昭のとの間で行われた戦い。

## 経過
元亀4年（1573年）2月、将軍・足利義昭は織田信長に対して、二条御所で挙兵した。
同月中旬、義昭は石山や今堅田など志賀郡・高島郡、北山城の国衆らを、反信長として立ち上がらせようとした。そして、山岡景友（光浄院暹慶）、磯谷久次、渡辺昌、山本対馬守らがこれに応じ、石山・今堅田に兵を入れ、義昭方として挙兵した。『兼見卿記』2月6日条には、「岩倉山本・渡辺・磯貝、明智に対して別心と云々」と記されており、明智光秀の麾下の者たちの離反であったことが窺える。
2月20日、信長は柴田勝家・明智光秀・丹羽長秀・蜂屋頼隆ら四将を派遣した。
2月24日、織田軍は勢田から琵琶湖を渡り、石山城に攻撃をかけた。石山城の守備隊には山岡景友が率いる伊賀衆・甲賀衆が在番していたが、26日に降伏して退却、四将は城を破却した。
2月29日、織田軍は湖上に面した今堅田城を攻撃した。午前8時ごろから明智光秀が東（琵琶湖上）から兵船を利用して、湖上から攻めあがった。光秀は湖上における制海権も掌握していた。丹羽・蜂屋は南東からそれぞれ攻めかかり、正午ごろに明智隊が城に突入し、勝利した。
光秀は今堅田を平定後、そのまま坂本城に入り、他の三将は帰還した。
この戦いで、義昭側は死者500人、負傷者1,000余人を出したとされる。一方、光秀は家臣18人がこの戦いで戦死しており、決して小規模な戦闘ではなかったことが窺える。また、この戦いでは、義昭方に浅井氏・朝倉氏の援軍はなかった。